# Niełupka

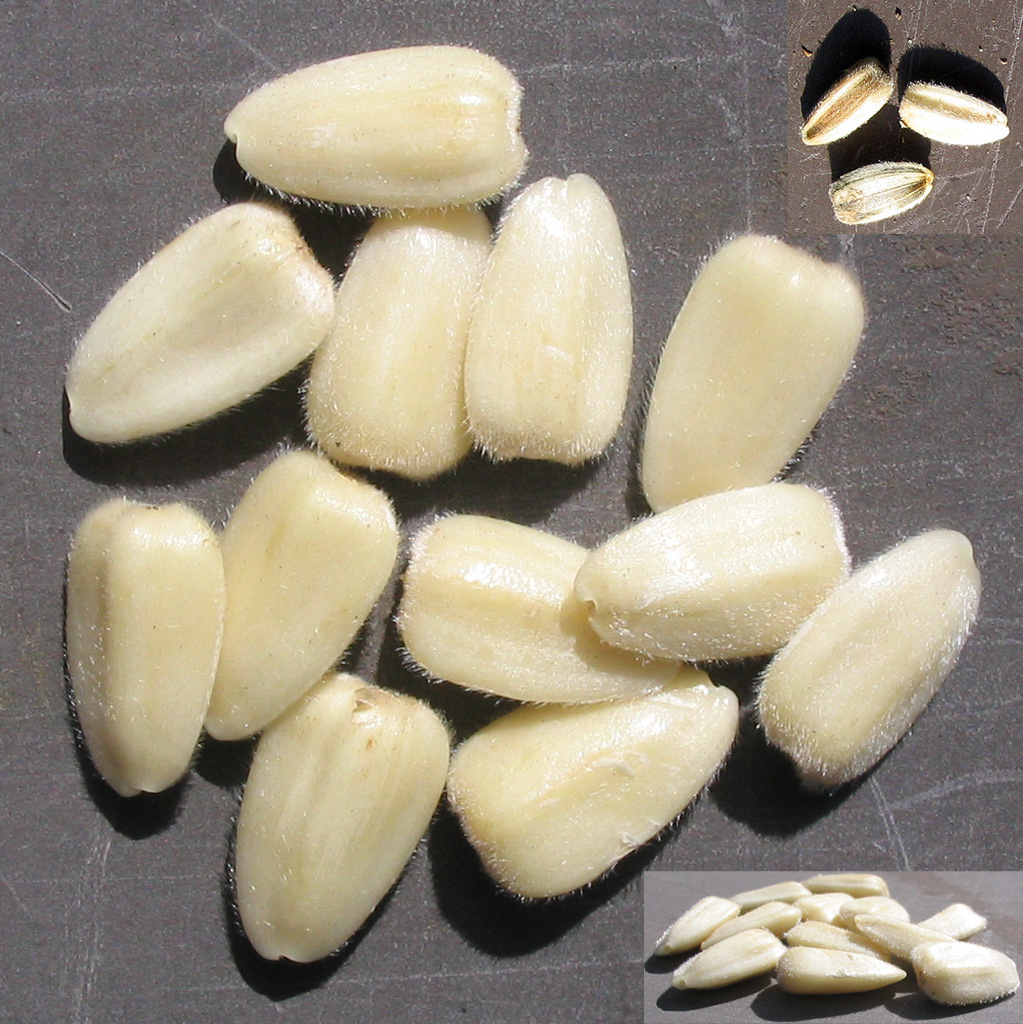
Niełupki słonecznika

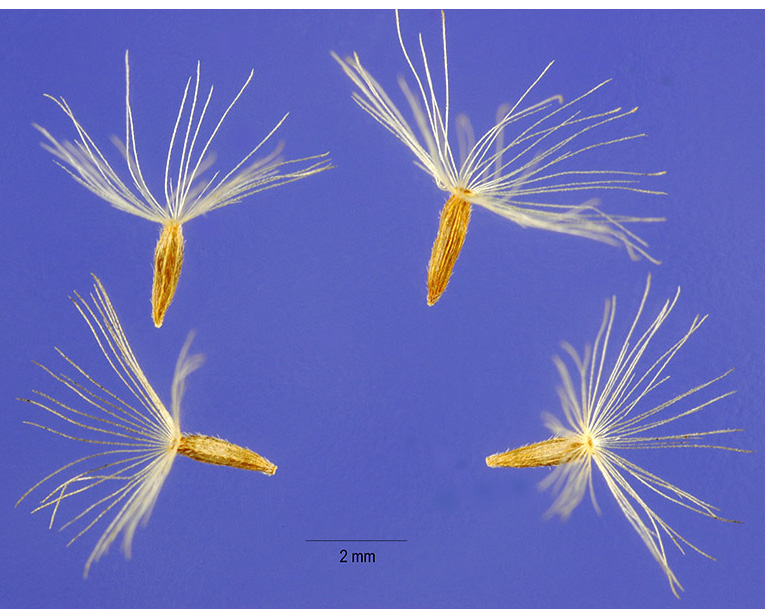
Niełupki z puchem kielichowym u nawłoci pospolitej

Niełupka (łac. achaenium) – suchy, niepękający, jednonasienny owoc, posiadający skórzastą lub zdrewniałą owocnię otaczającą luźno nasienie. Występuje m.in. u roślin z rodziny astrowatych, gdzie może być opatrzona puchem kielichowym, np. u ostrożenia, mniszka i jastrzębca lub nie jak np. u jastruna, słonecznika i cykorii. Jeśli puch kielichowy występuje to najczęściej pełni rolę aparatu lotnego, umożliwiającego rozsiewanie owoców na znaczne odległości. Owocnia może wykształcać także wyrostki, jak np. u uczepu, gdzie pełni rolę w przyczepianiu się owoców do zwierząt (zoochoria).